# Rapunzel

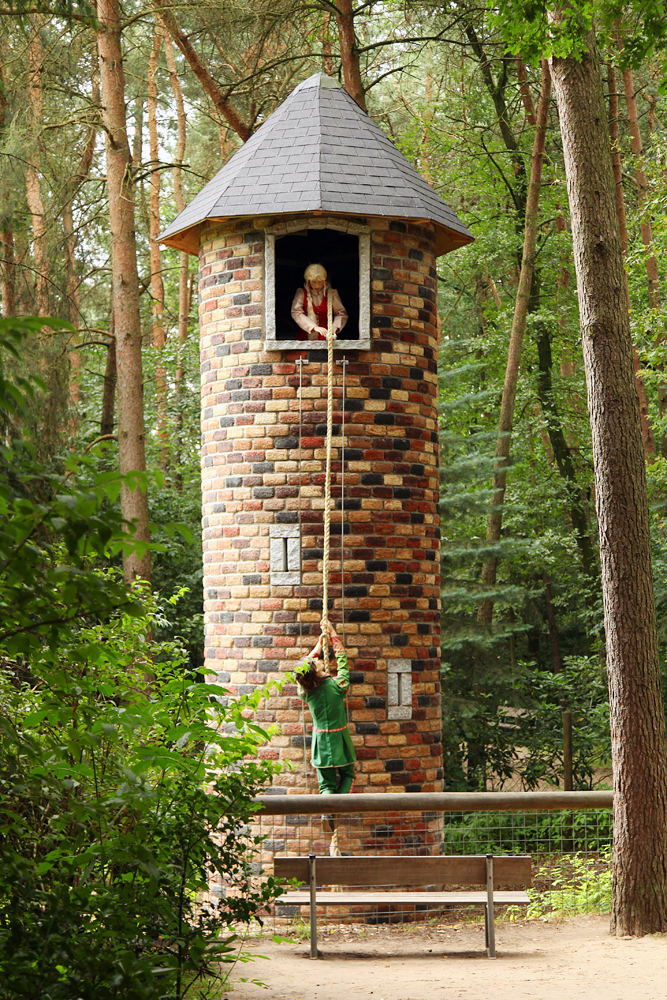
Rapunzel

Rapunzel é um conto de fadas popular, recolhido pelos Irmãos Grimm e publicado na primeira edição de Kinder- und Hausmärchen em 1812. A história dos Irmãos Grimm é uma adaptação do conto de fadas "Persinette" escrito por Charlotte-Rose de Caumont de La Force e publicado originalmente em 1698, que por sua vez é uma versão alternativa do conto de fadas italiano "Petrosinella" de Giambattista Basile (1634). A personagem na versão alemã recebe o nome da planta que sua mãe sentia desejo de comer na gravidez, Rapunzel-Glockenblume (Campanula rapunculus), em português campainhas-rabanete, campânula, espera-do-campo, rapôncio ou rapúncio.
A personagem Rapunzel é uma jovem de longos cabelos da cor do ouro, aprisionada no alto de uma torre por uma bruxa vingativa. O ápice da história acontece quando um príncipe encontra a torre de Rapunzel e passa a encontrá-la secretamente.

## História
Era uma vez um casal sem filhos que queria muito uma criança, eram vizinhos de uma bruxa muito temida, malvada, ciumenta e poderosa. A esposa, ao fim da gravidez, sentiu um grande desejo por comer rapúncios, planta verde e fresca que crescia no pomar da feiticeira. Por uma noite, o marido saiu e invadiu o pomar para saciar os desejos da esposa, mas na segunda noite, enquanto escalava a parede para retornar para casa, a malvada bruxa aparece acusando-o de furto. O homem implorou por misericórdia, e a velha mulher concordou em absolvê-lo desde que a criança lhe fosse entregue ao nascer. Desesperado, o homem concordou; uma linda menina nasceu, e foi entregue à bruxa, que nomeou-a Rapunzel (em referência aos rapôncios que lhe foram roubados). 
Quando Rapunzel alcançou doze anos, a bruxa trancafiou-a numa torre alta, sem portas ou escadas, com apenas uma janela no topo. Quando a bruxa queria subir a torre, mandava que Rapunzel estendesse suas tranças douradas, e ela colocava seu cabelo num gancho de modo que a bruxa pudesse subir por ele. 
Um dia, um príncipe que cavalgava no bosque próximo ouviu Rapunzel cantando na torre. Extasiado pela voz, foi procurar a menina, e encontrou a torre, mas nenhuma porta. Foi retornando frequentemente, escutando a menina cantar, e um dia avistou uma visita da bruxa, assim aprendendo como subir a torre. 

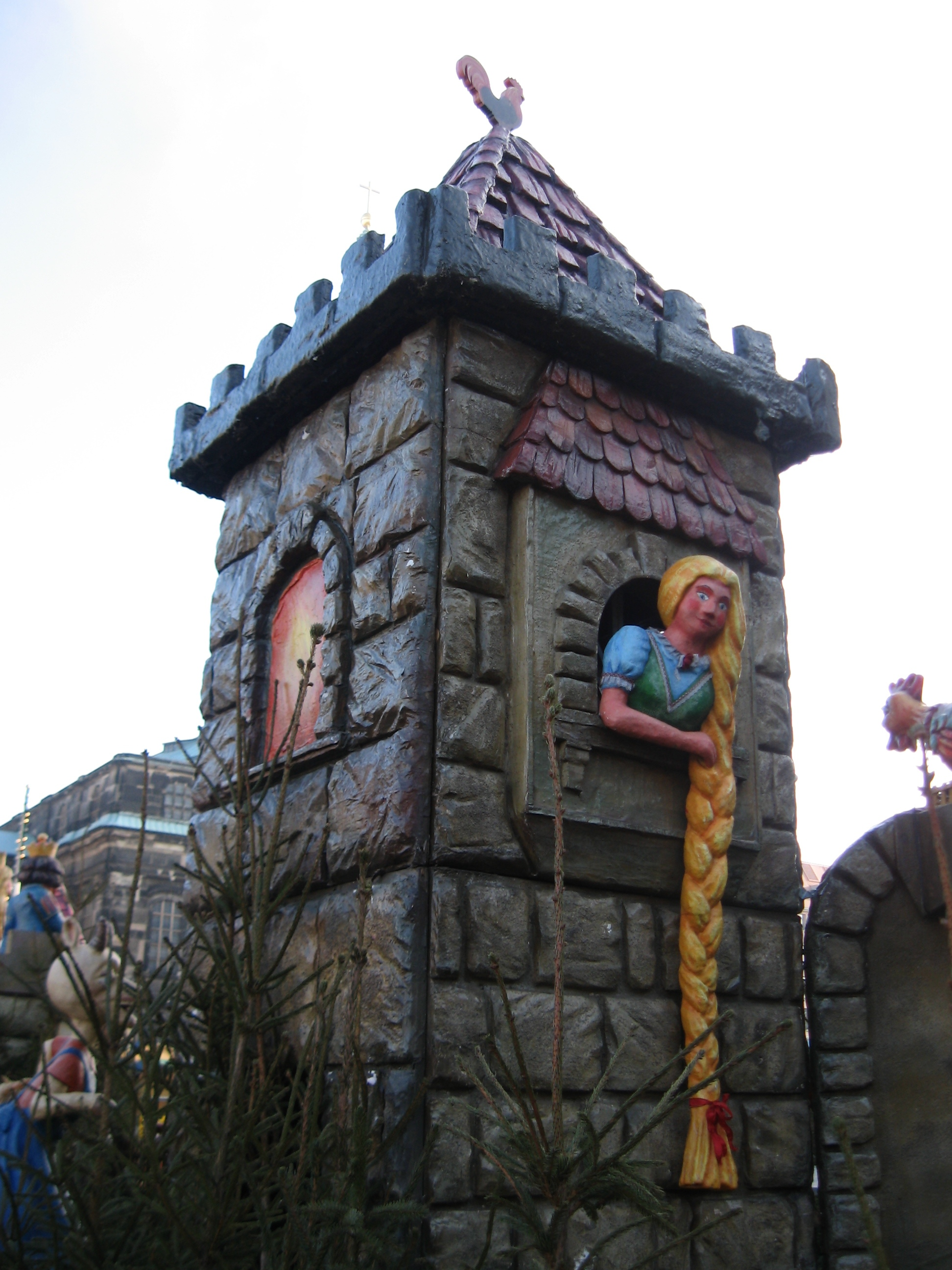
Rapunzel

Quando a bruxa foi embora, pediu que Rapunzel soltasse suas tranças e, ao subir, pediu-a em casamento. Rapunzel concordou. Juntos fizeram um plano: o príncipe viria cada noite (assim evitando a bruxa, que a visitava pelo dia), e lhe traria seda, que Rapunzel teceria gradualmente em uma escada. Como todos os dias o príncipe ia visitar Rapunzel, a bruxa acabou apanhando-o.  
Na raiva, a bruxa cortou as madeixas de Rapunzel e fez-se passar por ela. Quando o príncipe chegou naquela noite, a bruxa deixou as tranças caírem para transportá-lo para cima. O príncipe percebeu horrorizado que Rapunzel não estava mais ali; a bruxa disse que nunca mais a veria e empurrou-o até os espinhos de baixo, que o cegaram.
Por anos, ele vagou pelas terras devastadas do país e eventualmente chegou ao deserto onde agora Rapunzel vivia com os gêmeos que ela dera à luz, um menino e uma menina, filhos do príncipe. Um dia, enquanto ela cantava, ele ouviu a voz dela novamente e eles se reuniram. Quando eles caíram nos braços um do outro, as lágrimas dela imediatamente restauraram a visão do amado. Ele levou Rapunzel e seus gêmeos para o seu reino, onde eles viveram felizes para sempre.